# Ollersdorf im Burgenland
Ollersdorf im Burgenland es una localidad del distrito de Güssing, en el estado de Burgenland, Austria, con una población estimada a principio del año 2018 de 933 habitantes. 
Se encuentra ubicada al sur del estado, cerca de la frontera con Hungría.